# Ренета Інджова
Ренета Іванова Інджова (нар. 6 липня 1953) — болгарський політичний діяч. З жовтня 1994 до січня 1995 року виконувала обов'язки голови уряду країни, стала першою та на цей час єдиною жінкою, яка зайняла цей пост.

## Життєпис
Ренета Інджова народилась 6 липня 1953 у місті Нова Загора. Була економістом і керівником Агентства приватизації (1992—1994). Президент Желю Желев призначив її головою антикризового уряду після краху кабінету Берова. За часів її короткого перебування при владі мала успіхи в економічній політиці й у боротьбі з організованою злочинністю.
1995 року Інджова балотувалась на пост мера Софії, але фінішувала третьою. 2001 року вона брала участь у президентських виборах, але не змогла знайти значної підтримки.
З 2012 року займає посаду директора Національного інституту статистики.